# 젠 폰톤
젠 폰턴(Jen Ponton, 1984년 6월 27일 ~ )은 미국의 배우이다.
브릿지 워터에서 태어났다.

## 출연 작품

### 영화
- 가슴 노출을 허하라! (2014, Free the Nipple)
- 록키 블리더 (2016, Chuck) - P.A. 역
- 위너독 (2016, Wiener-Dog)
- Love on the Run (2016)